# Orthosia satoi
Orthosia satoi là một loài bướm đêm trong họ Noctuidae.